# Collins (Wisconsin)
Collins es un lugar designado por el censo ubicado en el condado de Manitowoc en el estado estadounidense de Wisconsin. En el Censo de 2010 tenía una población de 164 habitantes y una densidad poblacional de 127,66 personas por km².

## Geografía
Collins se encuentra ubicado en las coordenadas 44°4′58″N 87°59′2″O / 44.08278, -87.98389. Según la Oficina del Censo de los Estados Unidos, Collins tiene una superficie total de 1.28 km², de la cual 1.28 km² corresponden a tierra firme y (0%) 0 km² es agua.

## Demografía
Según el censo de 2010, había 164 personas residiendo en Collins. La densidad de población era de 127,66 hab./km². De los 164 habitantes, Collins estaba compuesto por el 99.39% blancos, el 0% eran afroamericanos, el 0% eran amerindios, el 0.61% eran asiáticos, el 0% eran isleños del Pacífico, el 0% eran de otras razas y el 0% pertenecían a dos o más razas. Del total de la población el 0.61% eran hispanos o latinos de cualquier raza.